# Bettō
Bettō (別当) é um termo que originalmente indicava o chefe de uma instituição que servia temporariamente como  chefe de outra, mas que passou a significar também o chefe em tempo integral de alguma instituição. O samurai Wada Yoshimori do Período Kamakura, por exemplo, foi o primeiro Betto do Samurai-dokoro do Shogunato.

## Uso Religioso do Termo
O Betto era um monge que realizava rituais budistas em santuários e Jingū-ji (santuários que faziam parte de um templo mais amplo) antes da  Shinbutsu Bunri, lei do Período Meiji  que proibia a mescla do Xintoísmo com o Budismo. Um santuário tinha vários Betto , do Seibettō (monge chefe) ao Betto Shuri (monge encarregado dos reparos). Aqueles que não estavam associados aos deveres religiosos eram chamados Zoku Betto. Entre os santuários que tinham Betto designados podemos citar o Iwashimizu Hachiman-gu , o Tsurugaoka Hachiman-gu , e o Hakone Jinja. Eles foram particularmente comum nos Santuários  em homenagem a Hachiman e os de Gongen , e seu mandato durava de três a seis anos.